# Danger (Been So Long)
Danger (Been So Long) è il secondo singolo estratto dall'album Let's Get Ready dopo la famosa hit Shake Ya Ass. È la quarta canzone del disco.
La canzone è stata un grande successo paragonabile a Shake Ya Ass, anche se meno diffusa. È stato uno dei grandi successi rap di quel periodo, e per rendere più melodioso il brano è stata aggiunta la parte vocale della cantante Nivea, che ha contribuito nei ritornelli e ha dato un sound più armonioso, dando un pizzico di R&B nella canzone. Generalmente questo singolo è un miscuglio di South Rap e Hardcore, come si può sentire nelle rappate tenaci di Mystikal, ma grazie al contributo della cantante R&B la canzone è diventata più orecchiabile e nelle varie parti del brano, il ritmo diventa più fluido a ogni cambio vocale. Il merito del successo va soprattutto ai Neptunes che hanno composto il brano e ne hanno determinato la diffusione come quello precedente. Pharrell Williams è stato il principale compositore, e ha contribuito nei testi e nella creazione dei sound.

## Video
Il video incomincia in un deserto, in cui Mystikal inizia a rappare e allo stesso tempo in un'altra ripresa si sveglia dal sonno e arriva una ragazza con la moto, che gli dà un passaggio per una destinazione sconosciuta. Allo stesso tempo, Nivea inizia a cantare la sua parte che è il ritornello, nel primo ritornello canta e balla nel deserto, nel secondo invece canta in una taverna, la stessa in cui Mystikal andrà insieme alla ragazza. Il rapper, dopo viene accompagnato alla taverna e inizia a sedersi in mezzo a tutte le ragazze che stavano lì. In un'altra ripresa dello stesso luogo inizia a rappare davanti a tutti e dopo un po' mentre finisce la sua parte arriva il terzo ritornello, e si vedono Mystikal e Nivea che duettano insieme nel palco della taverna dopo il ritornello, ritorna la ripresa precedente in cui Mystikal sta accerchiato dalle ragazze in bikini e alla fine, poi dopo poco si sveglia e scopre che tutto quello che ha passato è stato in un sogno e di conseguenza finisce il video con Mystikal che cammina nel deserto in cerca di una metà.

## Critica
Il successo del singolo è stato grande e si è diffuso molto velocemente proprio come quello precedente. Solo che si differenziano solo per il numero dei singoli venduti che alla fine nn sono stati molti come Shake Ya Ass,
però nel corso del suo successo durato 3 mesi nel periodo 2000/2001 Danger, ha guadagnato numerosi riconoscimenti e premi.
Uno di questi è il Grammy Award vinto per aver collaborato con una cantante R&B e poi hanno vinto il miglior video alla miglior coppia Hip-hop/R&B, che sono appunto loro. Hanno anche avuto una posizione di grande maggioranza nella Billboard Hot 100  salendo al 13º posto e dopo una settimana al 14°. È arrivata inoltre alla posizione n.4 nella classifica USA.

## Tracce
1. Danger (Been So Long) featuring Nivea-single-3:31-